# Il ricco e il povero (miniserie televisiva)
Il ricco e il povero (Rich Man, Poor Man) è una miniserie tv ispirata al romanzo Povero ricco di Irwin Shaw del 1969, prodotta e trasmessa per dodici settimane dalla ABC, a partire dal 1º febbraio 1976. Il programma fu trasmesso in Italia da Rai 2 per undici settimane, di sabato in prima serata, a partire dal 19 novembre 1977 con il titolo Il Sogno Americano dei Jordache.
Il ricchissimo cast vede Peter Strauss, già noto in Soldato blu, Bill Bixby, conosciuto poi in Italia come il protagonista de L'incredibile Hulk, Talia Shire già vista nella serie di film Il padrino e poi nel ruolo di Adriana in quelli di Rocky con Sylvester Stallone, e Fionnula Flanagan coprotagonista della serie La conquista del West. La serie lanciò l'attore Nick Nolte.

## Trama
1945 - Rudy e Tom Jordache sono due fratelli di Albany, cittadina della provincia dello Stato di New York. Sono figli di Axel, un tedesco fuggito dalla miseria del primo dopoguerra, odioso e alcolizzato, un perfetto sconfitto, per la sua attività poco redditizia di panettiere, per aver rifiutato di gestirne una più fortunata con suo fratello e perché la sua terra natia ha perso la guerra. Rudy è studioso e ambizioso, suona la tromba e svolge del lavoro volontario. Tom è simile a suo padre, manesco e irrequieto.
Nella prima puntata si intravedono manifesti di velivoli del Terzo Reich affissi nella sua camera e dai suoi amici traspirano simpatie hitleriane. Ama la boxe e detesta Rudy per il suo carattere mite. Rudy ha una fidanzata di nome Judy Prescott - con ambizioni di attrice - la quale però lamenta una latitanza di lui, preso dai numerosi impegni. Dopo un vano tentativo di passarci una serata in intimità, Judy si lascia irretire da Mr Boylan, un ricco e maturo playboy. Tom, avendo saputo delle di lei frequentazioni, ordisce una bravata con gli amici incendiando il giardino della villa dell'uomo. Judy scorge Tom da una finestra e comprende di trovarsi sull'orlo di uno scandalo così parte per New York. Tom ha una lite furibonda con suo padre colpendolo con un pugno così anch'egli lascia Albany raggiungendo suo zio in California. Boylan, onde quietare qualsiasi pettegolezzo procura un lavoro all'ignaro Rudy, che così può permettersi gli studi universitari in Legge.
Si avvicinano gli anni cinquanta. Si parla di guerra fredda, dell'esecuzione dei coniugi Rosenberg. Rudy si laurea e ascende alla professione forense. Judy e Tom hanno le rispettive sfortune. Oramai disillusa con il palcoscenico, ella è sposata con Willie Abbott, un uomo poco affidabile, ubriacone e donnaiolo, dal quale ha un figlio, Billie, il quale viene colpito da poliomielite senza però gravi conseguenze. Rudy la raggiunge riuscendo a riprenderla con sé. Tom, dopo una disavventura sentimentale con l'amante dello zio, si trova in nuovi guai con una sua amica, Teresa Santoro, incinta e viene denunciato per stupro dai di lei genitori. Suo padre lo raggiunge per farlo rilasciare su cauzione, prima di tornare a casa e abbandonare definitivamente la famiglia. Tom e Teresa lasciano la città, si sposano e hanno un bambino, Wesley. Tom intraprende una carriera come boxeur ma il suo scopo è sdebitarsi con i familiari così contatta Rudy oramai avvocato di successo che gli propone un lavoro importante, che egli rifiuta, emulando suo padre. Tornando a casa però non trova né sua moglie né suo figlio.
Ben presto sfuma la carriera di boxeur per aver malmenato duramente Terranova, un suo collega protetto da un'organizzazione criminale. Fuggendo si imbarca come marittimo e conosce il nero John e un delinquente di origine italiana, Falconetti, insano e razzista, che viene percosso duramente da Tom dopo l'ennesima aggressione al suo amico di colore. Alla fine degli anni cinquanta Tom può tornare in America e apprendere la notizia che il denaro dato a Rudy è stato investito proficuamente. Tom, recuperato suo figlio Wesley, in quanto Teresa ha dei guai con la legge, si reca in Francia a Nizza e con John acquistano un natante da diporto.
Judy finalmente sposata con Rudy, fallisce una gravidanza e ciò le pregiudica maternità e umore. Sono gli anni della contestazione giovanile. Billie, figlio di Judy dal precedente matrimonio è partito per il Vietnam. Rudy politicamente attivo e in corsa per il Senato, viene travolto da uno scandalo per degli studenti attivisti che fotografano la moglie, trascurata e completamente dedita all'alcool, in situazioni sconvenienti. Una rabbiosa irruzione nella loro sede costringe Rudy all'abbandono della politica.
La coppia raggiunge Tom a Nizza. Destino vuole che quest'ultimo rincontri un invalido Falconetti il quale, una volta riconosciuto, manda un sicario ad ucciderlo. Triste cerimonia in mare.

## Sequel
La miniserie si posizionò al 2º posto nei rating Nielsen di fine anno con il 28,0% di penetrazione e con una media di quasi 20 milioni di spettatori. Dato il successo della prima serie, il network americano produsse immediatamente un sequel dal titolo Il ricco e il povero II, interpretato dagli stessi attori, senza l'apporto di Irwin Shaw. Incentrato sulla vita dei due ragazzi, Billie e Wesley, l'epilogo prevede la resa dei conti tra Rudy e Falconetti. Il sequel si posizionò al 21º posto nei rating Nielsen di fine anno con il 21,6% di penetrazione e con una media superiore ai 15 milioni di spettatori. In Italia, esso fu trasmesso per la prima volta da Italia 1 a partire dal 6 aprile 1982 con il titolo Il sogno americano che comprendeva anche la replica della miniserie già trasmessa nel 1977 dalla Rai.